# Louis I. de Bourbon, duc d’Orléans

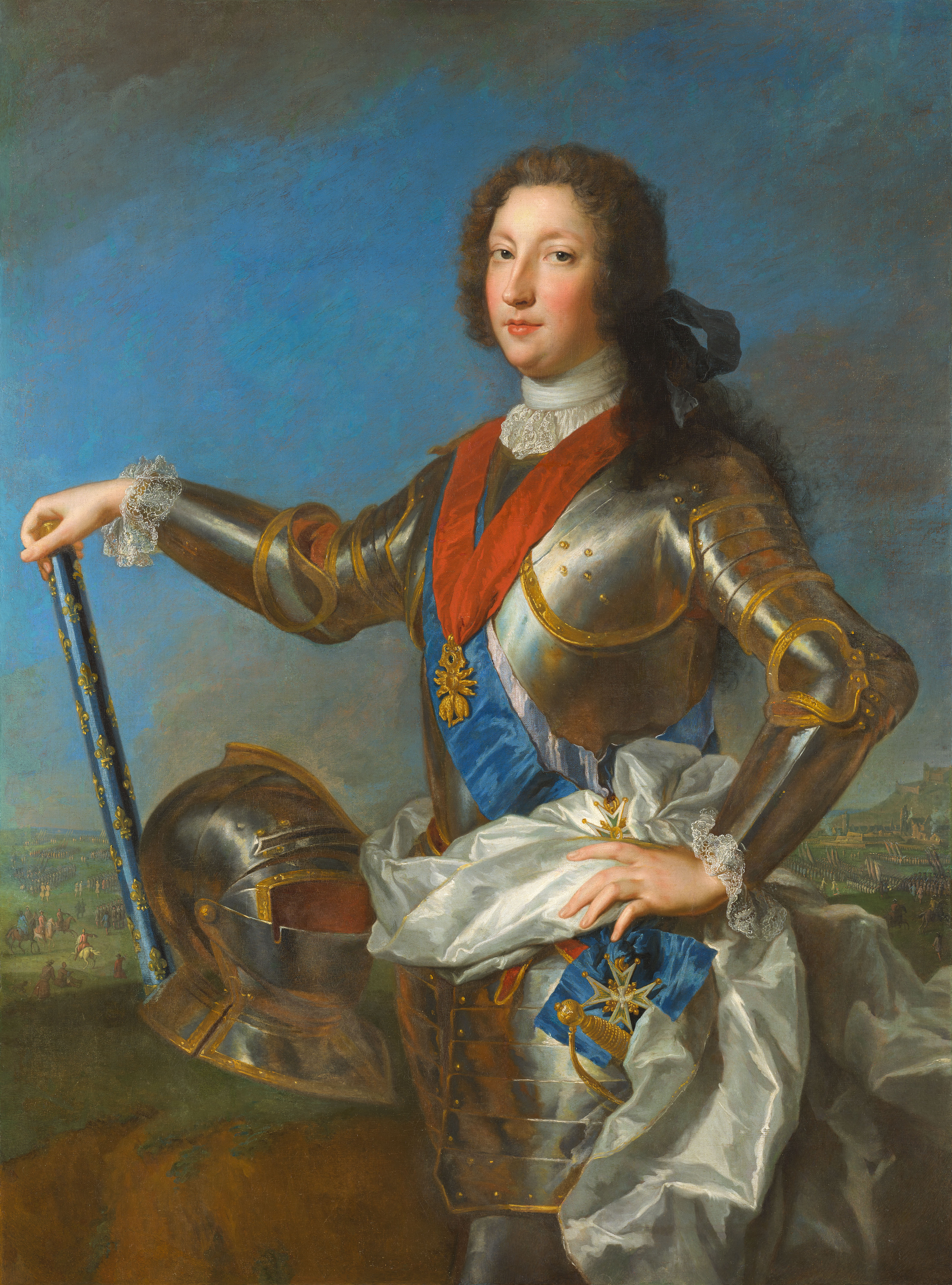
Louis I. de Bourbon, Herzog von Orléans; Porträt von Alexis Simon Belle

Louis I. de Bourbon, duc d’Orléans (* 4. August 1703 in Versailles; † 4. Februar 1752 in Paris), auch kurz Louis d’Orléans genannt, war ein Mitglied der französischen Königsfamilie aus dem Haus Bourbon-Orléans.

## Leben
Ludwig war der einzige legitime Sohn von Herzog Philipp II. de Bourbon, des Regenten von Frankreich (1715–1723), und der Françoise Marie de Bourbon, somit Enkel von Philipp I. de Bourbon, Liselotte von der Pfalz, König Ludwig XIV. und der Madame de Montespan.
Ludwig wurde in Versailles geboren und erhielt den Titel eines Herzogs von Chartres. Nach dem Tod von König Ludwigs XIV. Urenkel Louis de Bretagne 1712 und des weiteren Urenkels Charles d'Alençon 1713 war der letzte, erst zweijährige Urenkel, der spätere Ludwig XV., des Königs einziger nachfolgeberechtigter Nachfahre – bis zur Geburt von dessen Sohn Louis Ferdinand 1729. Wäre Ludwig XV. in diesen 16 Jahren verstorben, hätten Philippe II. d’Orléans und nachfolgend sein Sohn Louis I. d’Orléans den Thron geerbt.
Als etwas plumper, aber frommer und wohltätiger Prinz nahm er wenig Anteil an der Politik seiner Zeit; einzig seine Feindschaft gegenüber dem Kardinal Guillaume Dubois, dem Premierminister seines Vaters, im Jahr 1723 ist auffallend.
Im Alter von 17 Jahren wurde Ludwig Großmeister des Lazarusordens unter dem Protektorat der französischen Krone; ein Amt, das er bis zu seinem Tod 1752 innehatte. 1723 trat er die Nachfolge seines verstorbenen Vaters als Herzog von Orléans und Nemours an.
1730 sorgte Kardinal André-Hercule de Fleury für Ludwigs Entlassung aus der Stellung eines Generals der Infanterie, ein Posten, den er neun Jahre innegehabt hatte. Nach seinem Rückzug ins Privatleben beschäftigte er sich hauptsächlich mit der Übersetzung von Psalmen und der Episteln des Paulus. Desinteressiert an Kunst, Büchern oder Münzen löste er die reichen Sammlungen seines Vaters sowie seiner Großeltern, Philippe I. de Bourbon und Liselotte von der Pfalz, auf und verkaufte das meiste.

## Naturaliensammler
Hingegen beschäftigte er Jean-Étienne Guettard zur Klassifizierung seiner Naturwissenschaftlichen Sammlungen, vor allem an Mineralien.
Ludwig starb 1752 in der Abtei von St. Genevieve in Paris.

## Nachkommen
Mit seiner Ehefrau Auguste von Baden-Baden, Tochter von Markgraf Ludwig Wilhelm, genannt Türkenlouis, hatte er zwei Kinder:
- Louis-Philippe I. (* 12. Mai 1725; † 18. November 1785); er folgte seinem Vater als Herzog von Orléans nach
- Louise Marie d’Orléans (* 5. August 1726; † 14. Mai 1728)